# Irenegrandi.hits
Irenegrandi.hits è un album raccolta della cantautrice italiana Irene Grandi, pubblicato l'11 maggio 2007 dall'etichetta discografica Atlantic.

## Descrizione
Si tratta di un doppio album contenente 34 brani, tra cui due inediti, Bruci la città, estratto come singolo dal notevole successo radiofonico e di vendite, e La finestra.
Sono inoltre presenti tre cover: Sono come tu mi vuoi di Mina, Estate di Bruno Martino ed È solo un sogno di Paolo Benvegnù. La prima è stata pubblicata come secondo singolo dopo Bruci la città, ottenendo la nona posizione della classifica italiana.
Quattro canzoni sono state riarrangiate in chiave unplugged, Bum Bum, Cose da grandi, Oltre e Prima di partire per un lungo viaggio; inoltre è presente il remix de La tua ragazza sempre.
Nella versione per il download digitale è presente un terzo brano inedito, Le tue parole.

## Successo e diffusione
Uscito nei negozi l'11 maggio 2007, l'album ha raggiunto la quarta posizione della classifica italiana ufficiale degli album FIMI, rimanendo tra i cento album più venduti in Italia fino al marzo 2008. Nei mesi successivi l'album è riapparso più volte in tale classifica.

## Tracce
CD 1
1. Un motivo maledetto
2. Fuori
3. T.V.B.
4. Vai vai vai
5. Dolcissimo amore
6. In vacanza da una vita (2001 Version)
7. Bum Bum
8. (You Make Me Feel) Like A Natural Woman
9. Che vita è
10. La tua ragazza sempre
11. Eccezionale
12. Sconvolto così
13. Un bagno in mare
14. Fai come me
15. Verde rosso e blu
16. Per fare l'amore

CD 2
1. Bruci la città (inedito 2007)
2. La finestra (inedito 2007)
3. Sono come tu mi vuoi (cover)
4. Estate (cover)
5. Bum Bum (riarrangiamento "Unplugged")
6. Oltre (riarrangiamento "Unplugged")
7. Cose da grandi (riarrangiamento "Unplugged")
8. Prima di partire per un lungo viaggio (riarrangiamento "Unplugged")
9. È solo un sogno (con Stefano Bollani)
10. Io bucolico
11. Se mi vuoi (con Pino Daniele)
12. Uno in più (cover 2006)
13. Buon compleanno
14. Resist You (con James Reid)
15. Lasciala andare
16. Pensami

## Classifiche

### Classifiche settimanali
| Classifica (2007) | Posizione massima |
| ----------------- | ----------------- |
| Italia            | 4                 |

### Classifiche di fine anno
| Classifica (2007) | Posizione |
| ----------------- | --------- |
| Italia            | 33        |
| Classifica (2008) | Posizione |
| Italia            | 100       |